# Melia Trophy
Il Melia Trophy è stato un torneo femminile di tennis che si disputava a Madrid in Spagna su campi in terra rossa.

## Albo d'oro

### Singolare
| Anno | Campionessa    | Finalista  | Punteggio |
| ---- | -------------- | ---------- | --------- |
| 1974 | Helga Masthoff | Tine Zwaan | 6-2, 6-4  |

### Doppio
| Anno | Campionesse               | Finalista             | Punteggio  |
| ---- | ------------------------- | --------------------- | ---------- |
| 1974 | Lesley Charles Sue Mappin | Creydt Helga Masthoff | 6-2 ritiro |